# Берлински Силвестерконцерт
Новогодишњи концерт Берлинске Филхармоније је традиционални гала концерт, који Берлинска Филхармонија одржава на крају сваке године, 31. децембра у поподневним сатима. Настао је као пандан Бечком Новогодишњем Концерту, али је у односу на њега, програмски разноврснији и слободније конципиран, са више уметничких дела на програму и са већим бројем композитора. Диригенти су на Берлинском Силвестрконцерту, сталнији и наступају више година заредом, по правилу то је тренутни уметнички директор Берлинске Филхармоније.

## Историјат
Концерт је покренут 1977. године, на идеју тадашњег уметничког руководиоца Херберта фон Карајана. Замишљен је као озбиљнији концерт, са више уметничких садржаја и сложенијих музичких дела. Временом, концерт је постајао слободније конципиран и на програму су се налазиле и композиције лаког, забавног жанра. То је било уочљиво већ 1983. године, када су се на програму Концерта нашле и композиције за игру бечке породице Штраус, по узору на Бечки Новогодишњи Концерт. Већи обим забавних дела на програмима концерта уочава се при крају двадесетог века, прецизније од 1999. године, када се на програму између осталих, нашле лаке композиције Валтера Колоа инспирисане амбијентом Берлина. Диригент Данијел Баренбојм, на свом другом наступу 2001. године, уводи у програм забавне композиције латиноамеричких кантаутора. Садашњи шеф диригент Берлинске Филхармоније, Сер Сајмон Ретл, уврстивши у програм забавне песме и игре Џорџа Гершвина 2002. и 2003. године, коначно је утврдио данашњу шему концерта, сачињену као синтезу лаке забаве и класичног симфонијског концерта.

## Време и место одржавања Силвестерконцерта
И слично Бечком Новогодишњем Концерту, Берлински Силвестерконцерт се одржава сваке године у великој дворани Филхармоније у Берлину, саграђеној и отвореној 1965. године. И исто тако, има три термина одражавања. 29. и 30. децембра, са почетком у 20 часова и 31. децембра, са почетком у 17:15 часова, када се преноси у многим земљама Европе и света, посредством телевизијских станица ЗДФ, АРД Ерсте и Еуро Артс. Најпре је почињао у 17:45 часова, да би временом, током деведестих година двадесетог века био проширен за око пола часа, да би данас, испунио временски интервал од око један сат и 40 минута. Од оснивања, све време свог постојања, концерт има само један део, унутар кога се праве једна или две краће паузе, у зависности од састава програма, а завршава се у 19 часова. Пре и после концерта, 31. децембра у терминима од 15:30 и 19 часова, одржавају се и два пратећа пригодна концерта у камерној сали Берлинске Филхармоније, са делима камерног музицирања.

## Диригенти
До сада су Силвестерконцертом дириговали следеће диригенти:
1. Херберт фон Карајан (1908—1989), дирговао је од 1977. до 1985. године, затим 1987. и 1988. године.

1. Данијел Баренбојм (1942), дириговао је 1986. и 2001. године.

1. Сеиџи Озава (1935), дириговао је 1989. године.

1. Мстислав Ростропович (1927—2007), дириговао је 1990. године.

1. Клаудио Абадо (1933), дириговао је од 1991. до 2000. године.

1. Сер Сајмон Ретл (1955), дириговао је од 2002. до 2009. и 2011. године.

1. Густаво Дудамел (1971), дирговао је 2010. године.

## Заступљеност у медијима
Од оснивања, дела изведена на Силвестерконцерту, повремено се емитују на програмима бројних светских радио и телевизијских станица, било као самостални прилози или као интегрални снимци са концерта, у целини или у фрагментима.